# Dickin-medaljen
Dickin-medaljen (engelsk: Dickin Medal, formelt PDSA Dickin Medal) er en britisk medalje som tildeles dyr som i krig har ydet enestående indsats i militær- eller civilforsvarstjeneste. Den blev indstiftet i 1943 af Maria Dickin (1870–1951), grundlægger af dyrevelfærdsorganisationen People's Dispensary for Sick Animals (PDSA), og er opkaldt efter hende. Medaljen blev indstiftet for at hædre dyrs loyalitet og tjenestevillighed for mennesker i krig. Den kaldes også "dyrenes Victoriakors", en henvisning til Victoriakorset, Storbritanniens største udmærkelse for tapperhed og mod.
Medaljen er beskrevet som et eksempel på antropomorfisme, hvor dyr tillægges menneskelige egenskaber som mod, tapperhed og indsatsvilje.

## Udformning
Dickin-medaljen er i bronze og har en diameter på 36 mm. På avers står indskriften "For Gallantry" i stor skrift og "WE ALSO SERVE" i mindre skrift, alt i en laurbærkrans. Øverst står "PDSA". Modtagerens navn, tildelingsdato og -grund påføres revers. 
Medaljen er ophængt i et bånd i farverne grønt, brunt og lyseblåt. Farverne skal repræsentere vand, jord og luft.

## Tildeling
Dickin-medaljen tildeles dyr som gør tjeneste i Storbritanniens væbnede styrker eller i landets civilforsvar. Medaljen er tildelt for indsats under 2. verdenskrig og fortsatte de første efterkrigsår, før tildeling holdt op. Tildeling blev så genoptaget i 2000. Medaljen er derefter tildelt for tjeneste i blandt andet Bosnien-Hercegovina, Irak og Afghanistan. I 2002 blev medaljen tildelt en redningshund og to førerhunde for indsats efter terrorangrebet mod World Trade Center i New York 11. september 2001.
Blandt modtagerne er brevduer, redningshunde og bombehunde. Medaljen er tildelt til sammen 32 duer, 28 hunde, tre heste og en kat.

## Galleri
- Hunden "Rip" modtog Dickin-medaljen i 1945 for sin indsats for at finde mennesker begravet efter tyske bombeangreb mod London. Her fotograferet blandt ruiner i Poplar i 1941 
Foto: Imperial War Museums
- Brevduen "Commando" blev i 1945 tildelt medaljen for ved tre anledninger at have leveret meldinger fra agenter i det okkuperede Frankrig 
Foto: Imperial War Museums